# La Venta (Francisco Morazán)
La Venta é uma cidade hondurenha do departamento de Francisco Morazán.